# Мухачёв, Станислав Сергеевич
Станислав Сергеевич Мухачёв (род. 25 февраля 1985, Свердловск, РСФСР, СССР) — российский и болгарский профессиональный хоккеист и тренер.

## Биография
Родился 25 февраля 1985 года в Свердловске.
Воспитанник екатеринбургского хоккея, в сезоне 2001/02 дебютировал во второй лиге России за «Динамо-Энергию». С 2002 по 2005 год выступал за фарм-клубы «Спартака» и «Крыльев Советов».
Сезон 2005/06 начал в лениногорском «Нефтянике», выступал также за «Торос», а в конце сезоне оказался в софийской «Славии». С 2005 по 2012 год являлся игроком команды. В составе клуба стал четырёхкратным чемпионом Болгарии и двукратным обладателем кубка страны. В сезоне 2011/12 выступал за турецкую команду «Трува».
С 2012 по 2015 год — игрок софийского ЦСКА. Завоевал еще три титула в составе команды, трижды выступал в Континентальном кубке по хоккею с шайбой. В 2015 году перешёл в ещё одну софийскую команду «Ирбис-Скейт».
В 2009 году Станислав Мухачёв дебютировал за национальную команду Болгарии. В 2014 году, выступая в третьем дивизионе чемпионата мира, играл как капитан.
Работал помощником тренера в национальной мужской и женской сборных Болгарии.